# Шмавонян, Шмавон Рафикович
Шмавон Рафикович Шмавонян (арм. Շմավոն Ռաֆիկի Շմավոնյան; 22 февраля 1953, Верин Арташат, Арташатский район, Армянская ССР) — армянский художник. Заслуженный художник Республики Армения (2011).

## Биография
Родился 22 февраля 1953 г. Начал рисовать с 1960 года. 1971—1975 учился в Училище живописи им. П.Терлемезяна в Ереване. В 1979 продал свою первую картину. Его выставки проходили в Москве, Санкт-Петербурге, Франции, Англии, США, Бейруте, Кувейте, Стамбуле.

## Награды
- Золотая медаль Фритьофа Нансена (2007)
- Золотая медаль Министерства культуры Республики Армения (2009)
- Заслуженный художник Республики Армения (2011)
- Медаль Святого Месропа Маштоца (2012)
- Золотая медаль мэра Еревана (2016)